# Gernot Böhme
Gernot Böhme   (Dessau, 3 de gener de 1937 - 20 de gener de 2022), va ser un filòsof alemany que va publicar en el camp de la filosofia de la ciència, la teoria del temps, l'estètica, l'ètica i l'antropologia filosòfica.
A Alemanya va ser un dels pioners de l'"ecocrítica", l'estudi de la relació entre cultura i medi ambient. Va ser el director de l'Institut de Filosofia Pràctica de Darmstadt.

## Biografia
Gernot Böhme va estudiar matemàtiques, física i filosofia a Göttingen i Hamburg, i va obtenir el seu doctorat en filosofia a la Universitat d'Hamburg el 1965.
Com a investigador va treballar a l'Institut Max-Planck amb Carl Friedrich von Weizsäcker. De 1977 a 2002 va ser professor de filosofia a la Universitat Tecnològica de Darmstadt.
El seu treball sobre la noció d'atmosfera ha inspirat nombrosos investigadors.
Era germà del crític literari i cultural Hartmut Böhme (Beeskow, Brandenburg, 1944), amb qui va col·laborar en diverses ocasions, notablement a l’ambiciós Feuer Wasser Erde Luft. Eine Kulturgeschichte der Elemente (Foc, aigua, terra, aire. Una història cultural del elements, Múnic: Beck, 1996.)

## Obres
- Atmosphäre: Essays zur neuen Ästhetik. Frankfurt del Main, 1995, ISBN 3-518-11927-3. (Atmosfera. Assajos sobre nova estètica.,
- Bildes Theory, Múnic, Fink, 1999
- Estètica. Vorlesungen über Ästhetik als allgemeine Wahrnehmungslehre, Fink, 2001
- Die Natur vor uns. Naturphilosophie in pragmatischer Hinsicht, Kusterdingen, 2002
- Der Typ Sokrates, Suhrkamp, 2003
- Goethes Faust als philosophischer Texte, Kusterdingen, Mourir Graue Edition, 2005
- Arquitectura i atmosfera, Múnic, 2006
- Tècnica invasiva. Technikphilosophie i Technikkritik, Kusterdingen, 2008
- Ethik leiblicher Existenz. Über unseren moralischen Umgang mit der eigenen Natur, Frankfurt am Main, Suhrkamp, 2008
- Ich-Selbst. Über die Formation of the Subjekts, 2013
- Bewusstseinsformen, 2016
- Ästhetischer Kapitalismus, 2017
- Leib. Die Natur, die wir selbst sind, 2019